# Šport v Črni gori
Šport v Črni gori je večinoma koncentriran okoli ekipnih športov, kot so vaterpolo, nogomet, košarka, rokomet in odbojka. Drugi vključeni športi so boks, tenis, plavanje, judo, karate, atletika, namizni tenis in šah.  
Vaterpolo je najbolj priljubljen šport v Črni gori in velja za nacionalni šport. Moška vaterpolska reprezentanca Črne gore je ena izmed najbolj uvrščenih ekip na svetu, saj je osvojila zlato medaljo na moškem evropskem prvenstvu v vaterpolu 2008 v Malagi v Španiji in osvojila zlato medaljo na svetovni ligi FINA za moške v vaterpolu 2009, ki je potekala v črnogorski prestolnici Podgorici. Črnogorska ekipa PVK Primorac iz Kotorja je na Evroligi LEN 2009 na Reki na Hrvaškem postala prvak Evrope. 
Nogomet je drugi najbolj priljubljen šport v Črni gori. Najboljši črnogorski nogometaši so Dejan Savićević, Predrag Mijatović, Mirko Vučinić, Stefan Savić in Stevan Jovetić. Črnogorska nogometna reprezentanca, ustanovljena leta 2006, je igrala v končnici za UEFA Euro 2012, kar je največji uspeh v zgodovini reprezentance. 
Košarkarska reprezentanca Črne gore je znana tudi po dobrih predstavah in je v preteklosti v sestavi jugoslovanske košarkarske reprezentance osvojila veliko medalj. Leta 2006 se je Košarkarska zveza Črne gore skupaj s to ekipo po osamosvojitvi Črne gore samostojno pridružila Mednarodni košarkarski zvezi (FIBA). Črna gora je do zdaj nastopila na dveh Evropskih prvenstvih v košarki. 
Med ženskimi športi je najuspešnejša rokometna reprezentanca, ki je leta 2012 zmagala na evropskem prvenstvu in končala kot podprvakinja na poletnih olimpijskih igrah 2012. ŽRK Budućnost Podgorica je dvakrat osvojila EHF Ligo prvakov.  